# Păucea, Sibiu
Păucea, cunoscută și ca Păucea Mediașului, mai demult Păucișoara, Pocișoara (în maghiară Pócstelke, Póstelke, în germană Puschendorf, în dialectul săsesc Puschendref), este un sat în comuna Blăjel din județul Sibiu, Transilvania, România. Se află în partea de nord a județului, în Podișul Târnavelor.

## Populația
La recensământul din 1930 au fost înregistrați 678 de locuitori, dintre care 438 români (64,6%), 121 maghiari (17,8%), 117 germani (17,2%) ș.a. Sub aspect confesional populația era alcătuită din 436 ortodocși (64,3%), 117 evanghelici luterani (17,2%), 109 reformați (16,1%) ș.a.
Emigrarea sașilor în Germania a dus la schimbarea compoziției etnice și confesionale a satului. În anul 2007 populația era alcătuită din 70% români, 25% maghiari, 2,5% sași.

## Așezarea
Localitatea este situată la nord de municipiul Mediaș, la o distanță de 7 km de acesta, pe râul Valea Lungă, un afluent al Târnavei Mari.

## Istoria
Cercetătorii au descoperit în perimetrul localității Păucea vase de uz casnic de proveniență romană. Localitatea este atestată documentar din anul 1366, ca posesiune a episcopului catolic Dionisius de Alba Iulia.

## Arta populară
Casele au curți închise cu porți de lemn în stil săsesc, interioarele sunt împodobite cu "blidare"-etajere de lemn, pline cu farfurii de ceramică policromă. Deasupra lor sunt atârnate "ștergare", prosoape, cusute de obicei ca și iile, cu alb și negru, cu motive simple, neîncărcate. Din interioarele țărănești, nu lipsesc nici "lădoaiele", canapele de lemn, care se restrâng ziua, iar seara se deschid și se aștern cu "strejace" umplute cu paie și fân. Păturile de acoperit patul, numite "lepedeuri" sunt țesute iarna și cusute în motive vechi sau mai noi, după originea fiecăruia: românii cu culorile alb, negru, galben, roșu și verde, sașii în culorile alb și albastru, iar ungurii în culorile roșu, verde, alb și negru. La fel și mobilierul este deosebit colorat. Românii îl preferă "natural", maro sau verde, ungurii colorat cu motive ornamentale roși, verzi și albe, iar sașii, albastru cu motive multicolore.
Din păcate unele tradiții s-au pierdut, ca de exemplu: șezătoarele făcute în fiecare seară de iarnă. La acestea se cânta vocal și cu fluierul, vioara și "din frunză" (un gen de muzicuță arhaică) și așa se păstrau și se transmiteau doinele și baladele, mai ales că la acestea participau mai multe generații.

## Biserici
- Biserica Evangelică săsească, construită pe un deal înalt, între brazi, care acum nu mai este folosită;
- Biserica Reformată
- Biserica Ortodoxă se află la intrarea în sat, lângă casa parohială, școală, grădiniță, Consiliul Popular și Căminul Cultural.

## Personalități
- Josef Brandt (1838-1912), medic chirurg, profesor universitar la Cluj

## Imagini

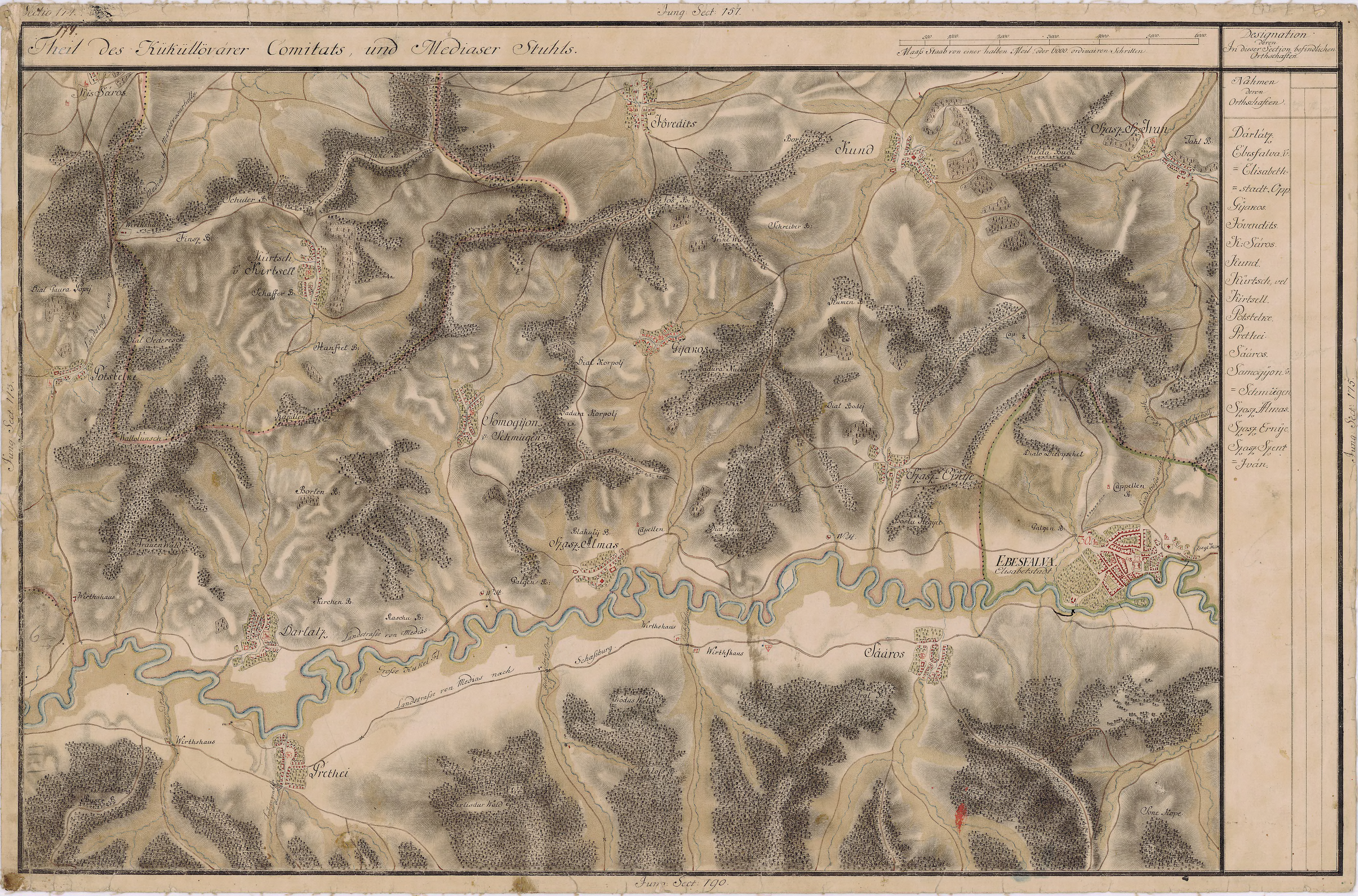
Păucea în Harta Iosefină a Transilvaniei, 1769-73
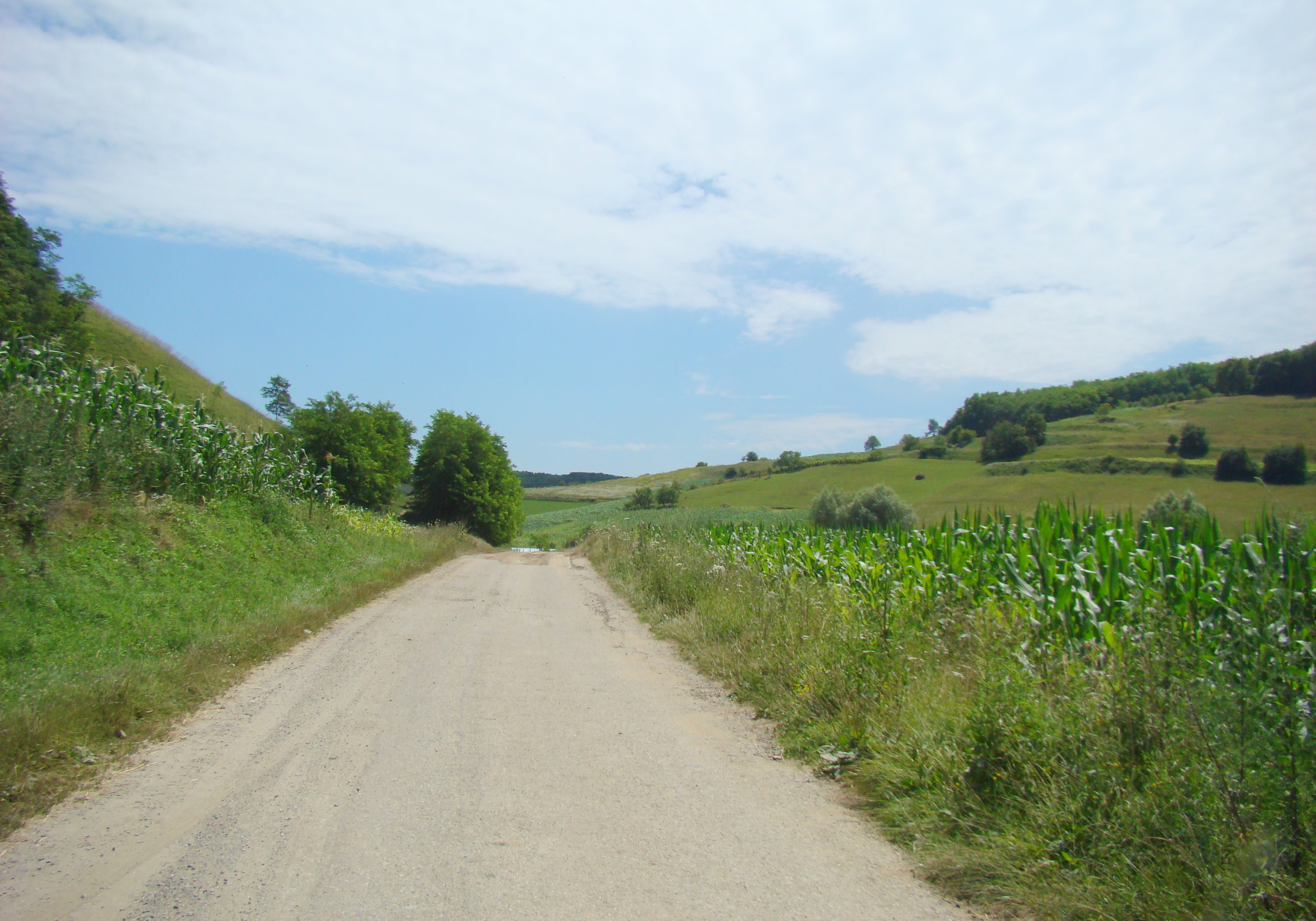
Drumul spre satul Păucea
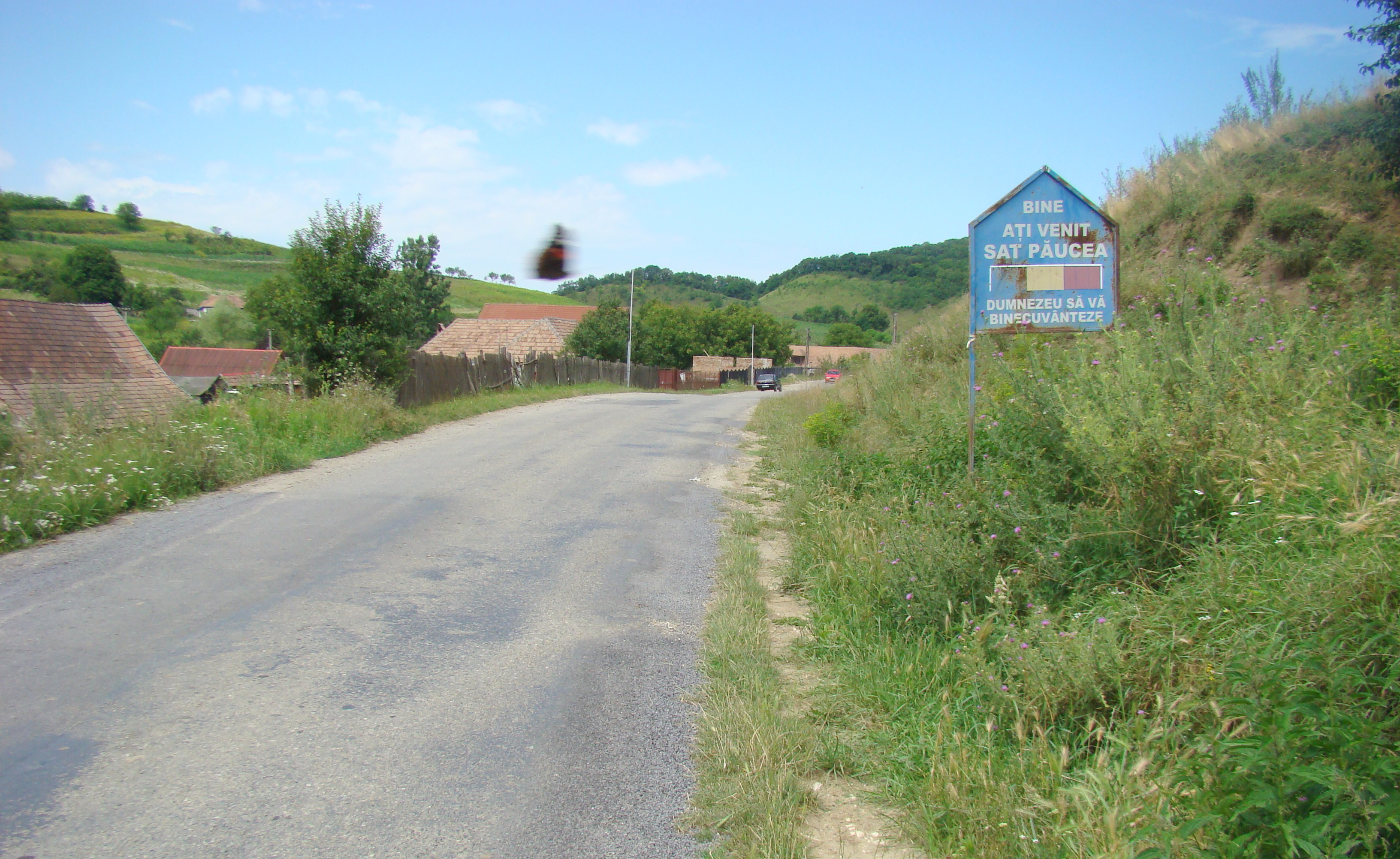
Intrarea în localitate dinspre Valea Lungă
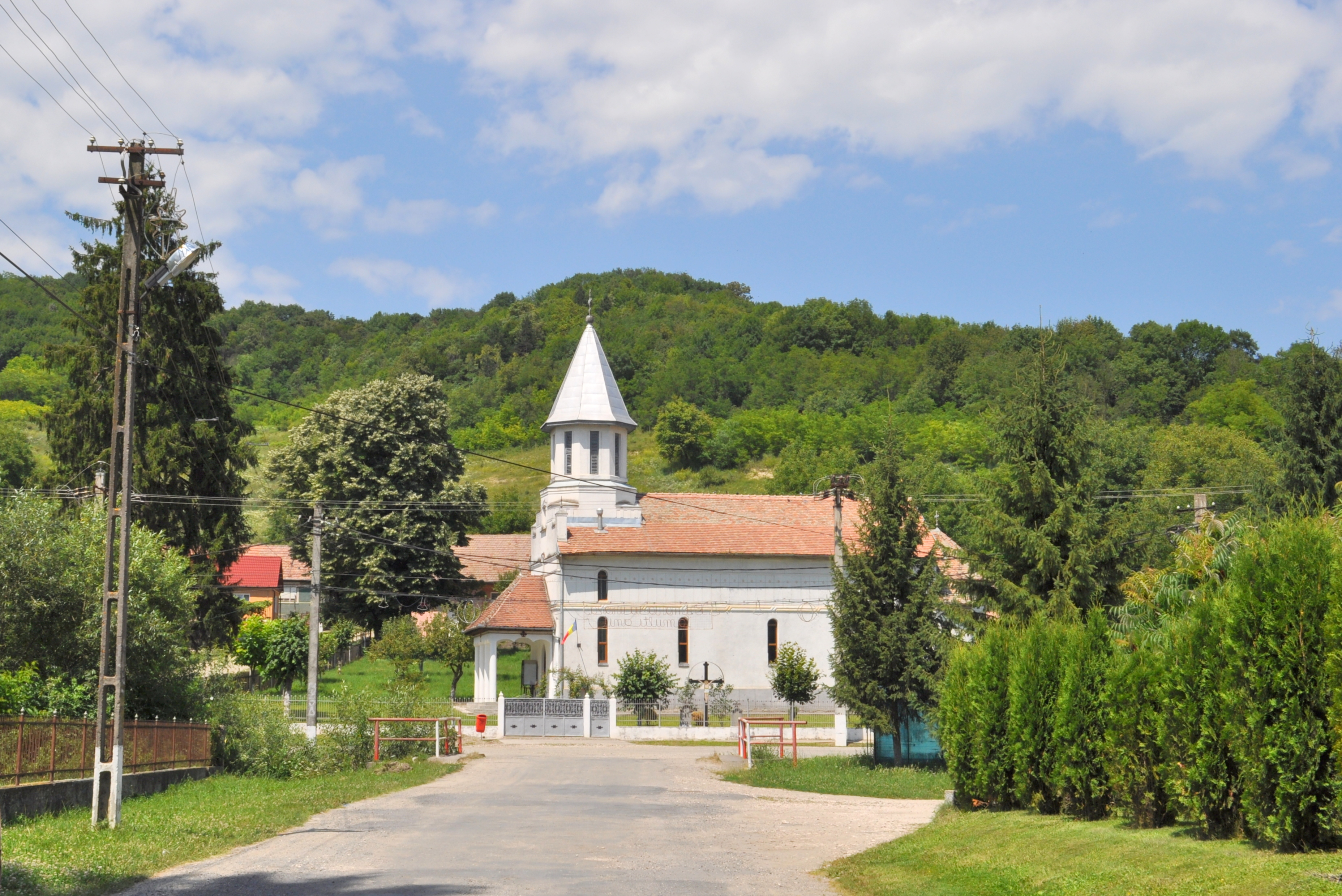
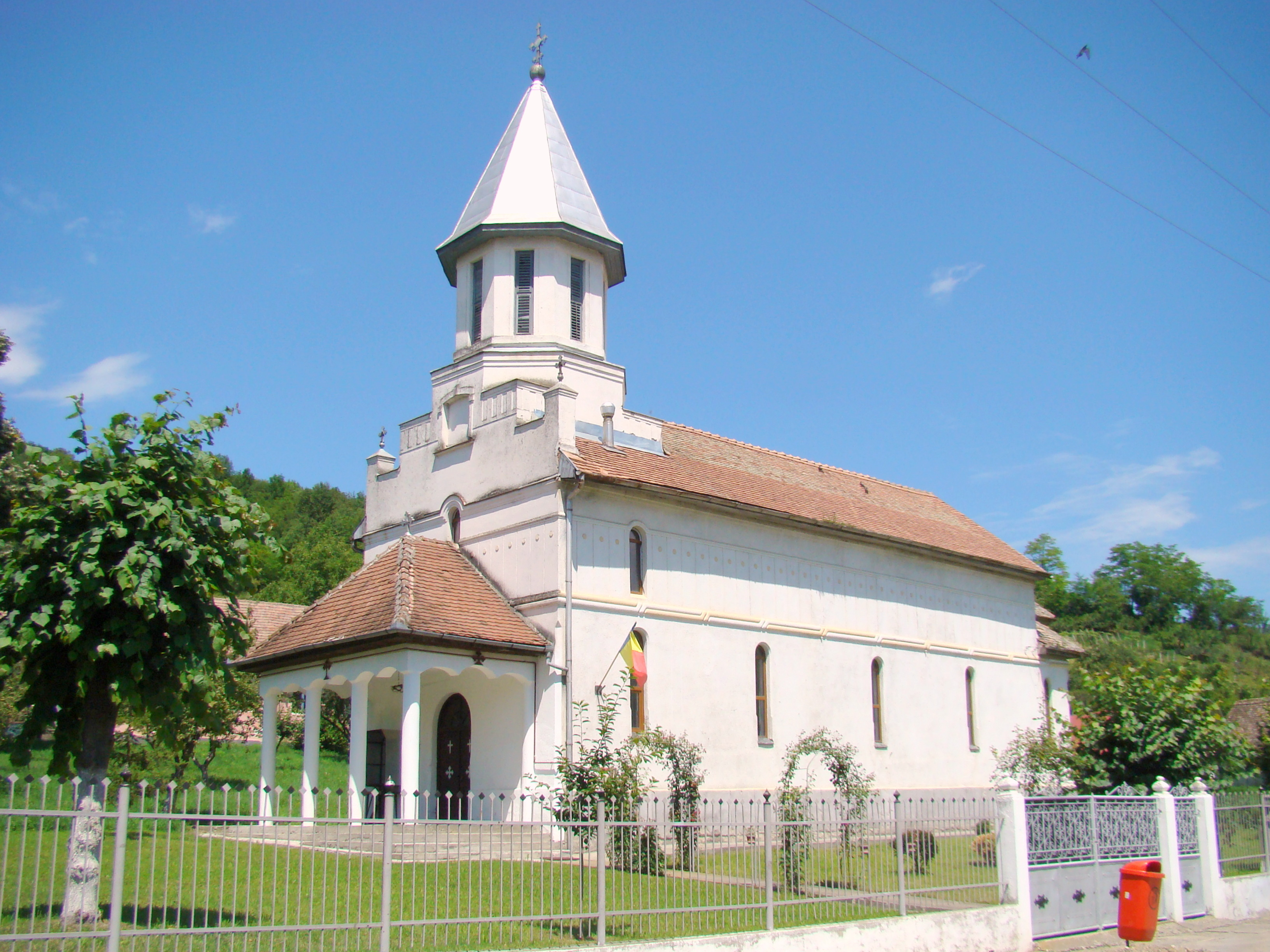
Biserica ortodoxă „Sfinții Arhangheli Mihail și Gavriil”
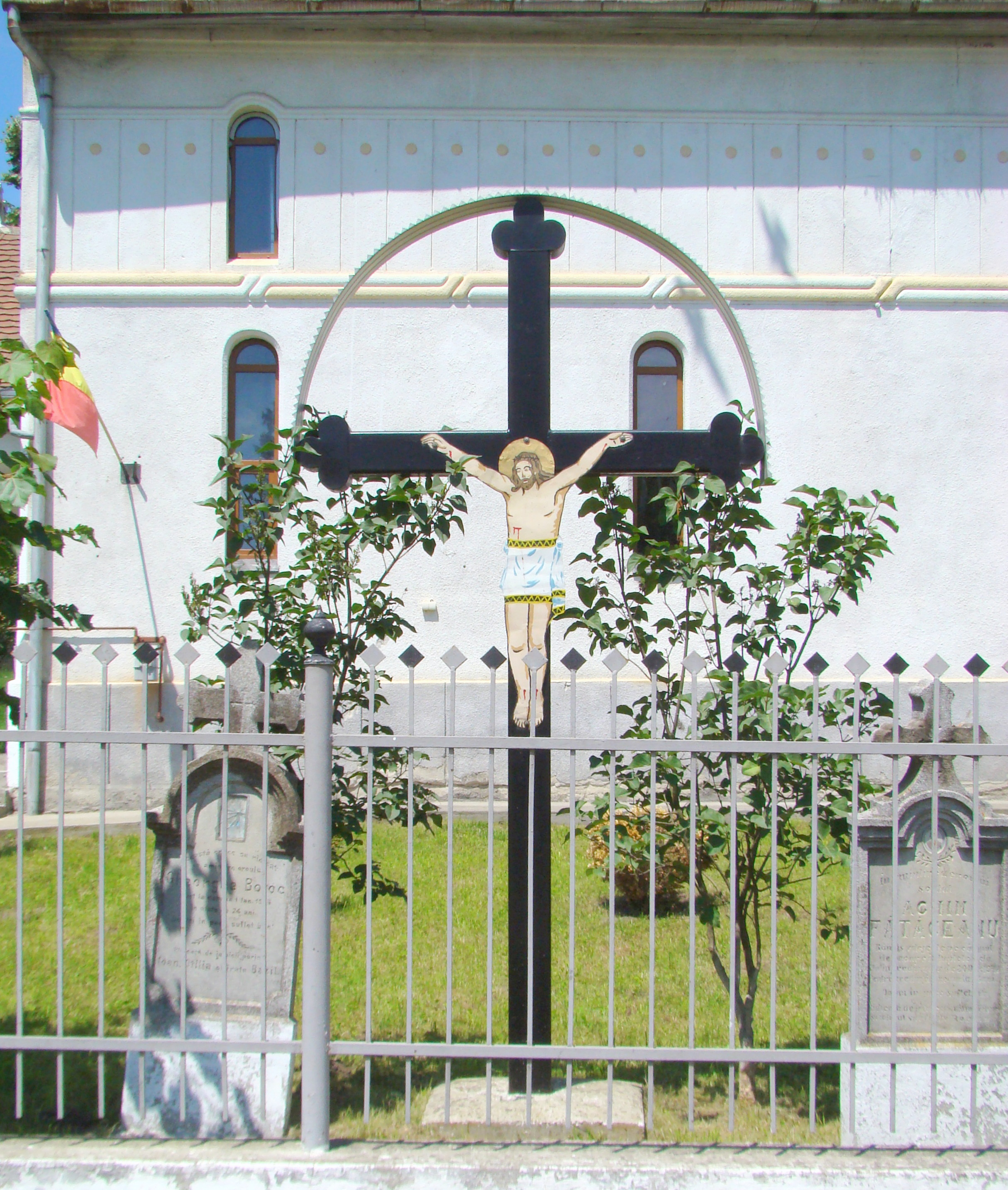
Troița
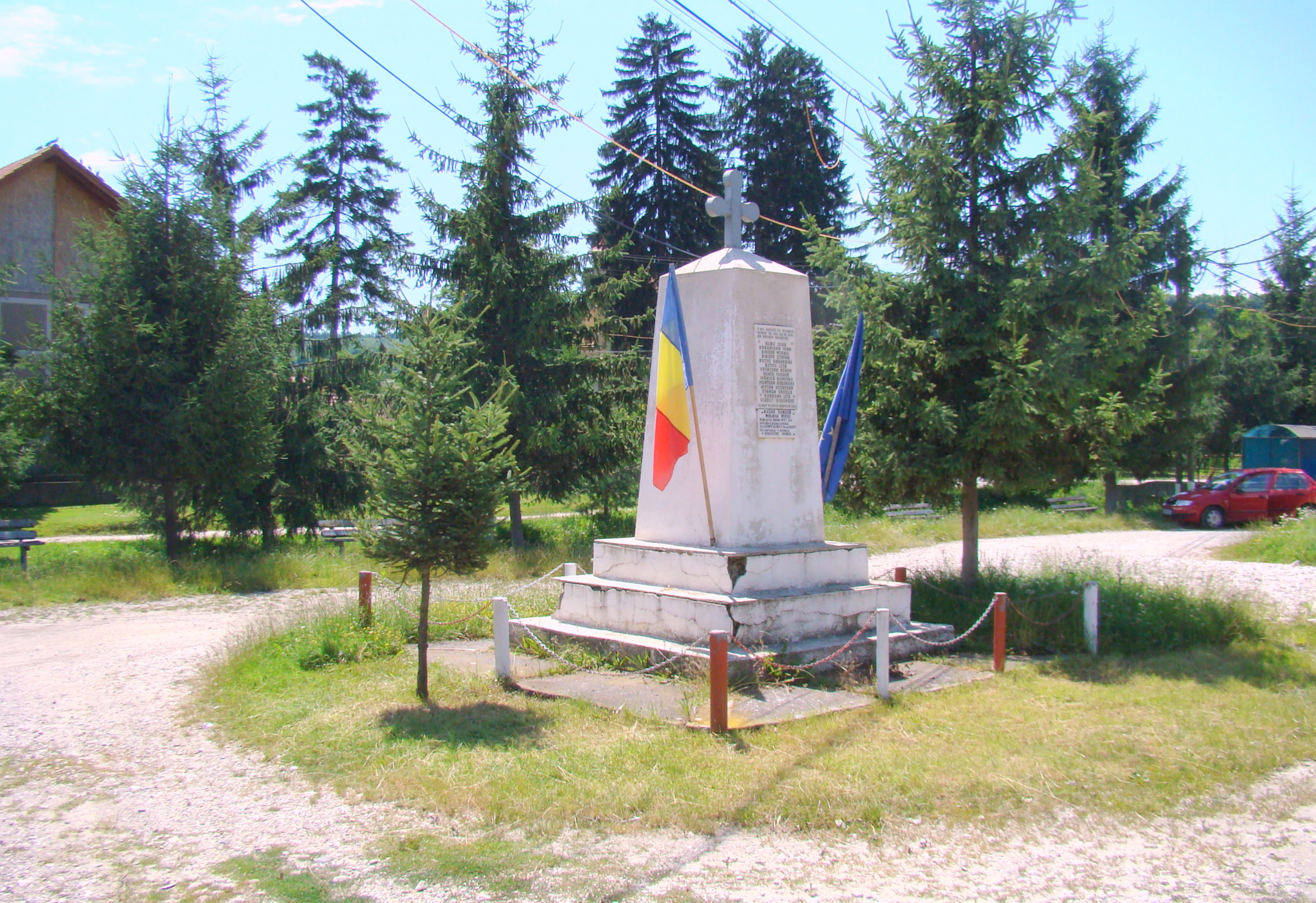
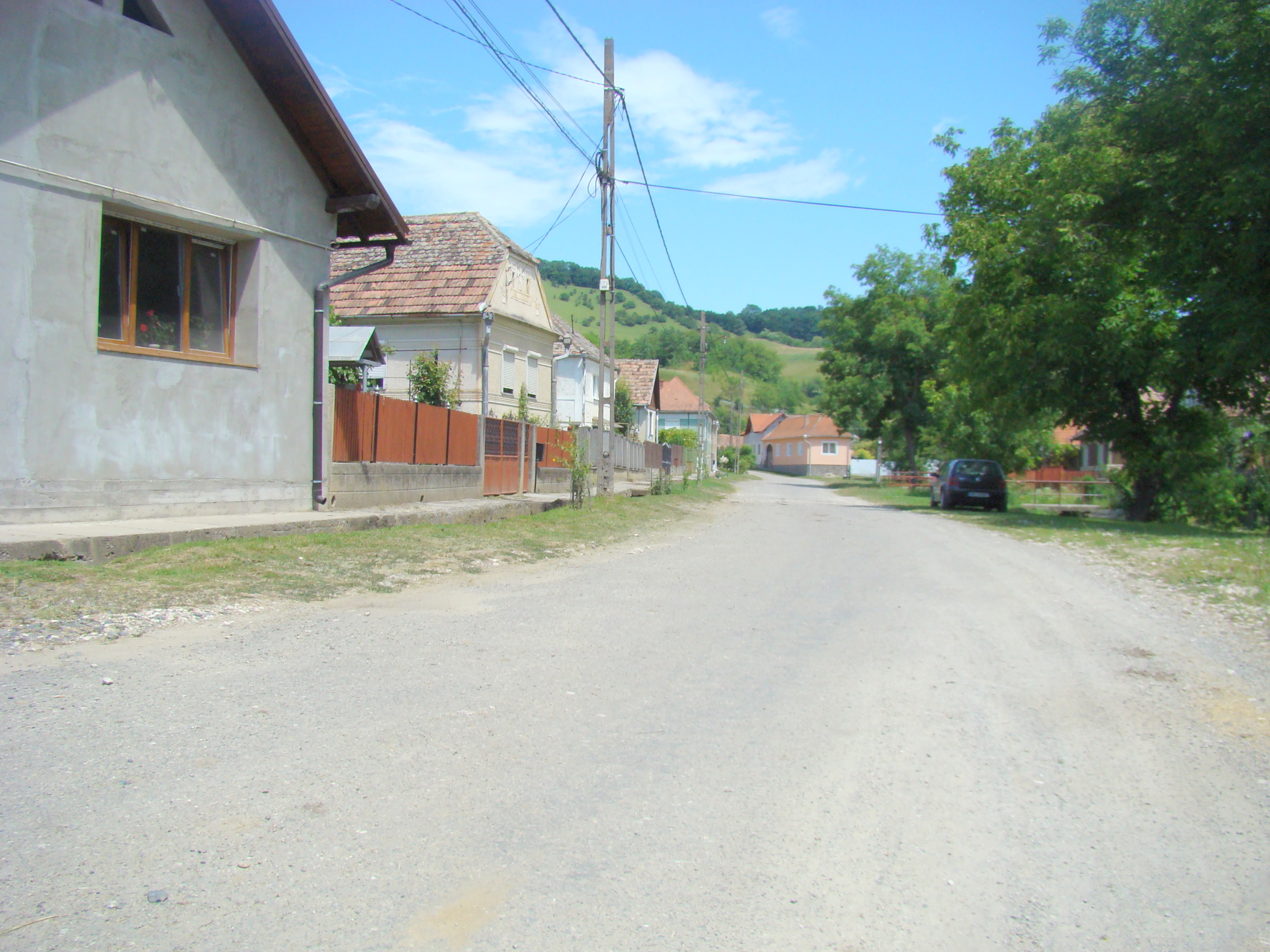
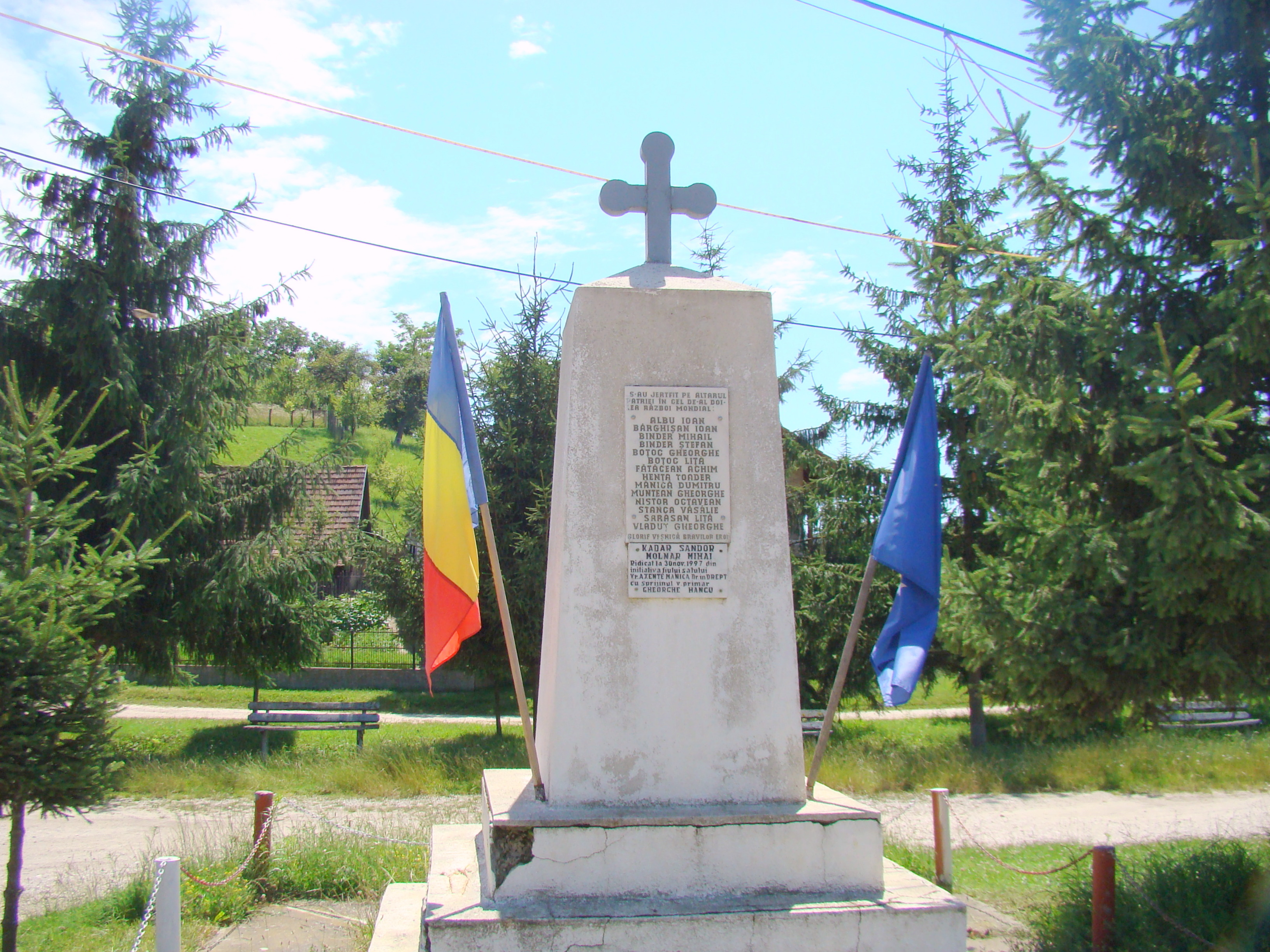
Monumentul eroilor
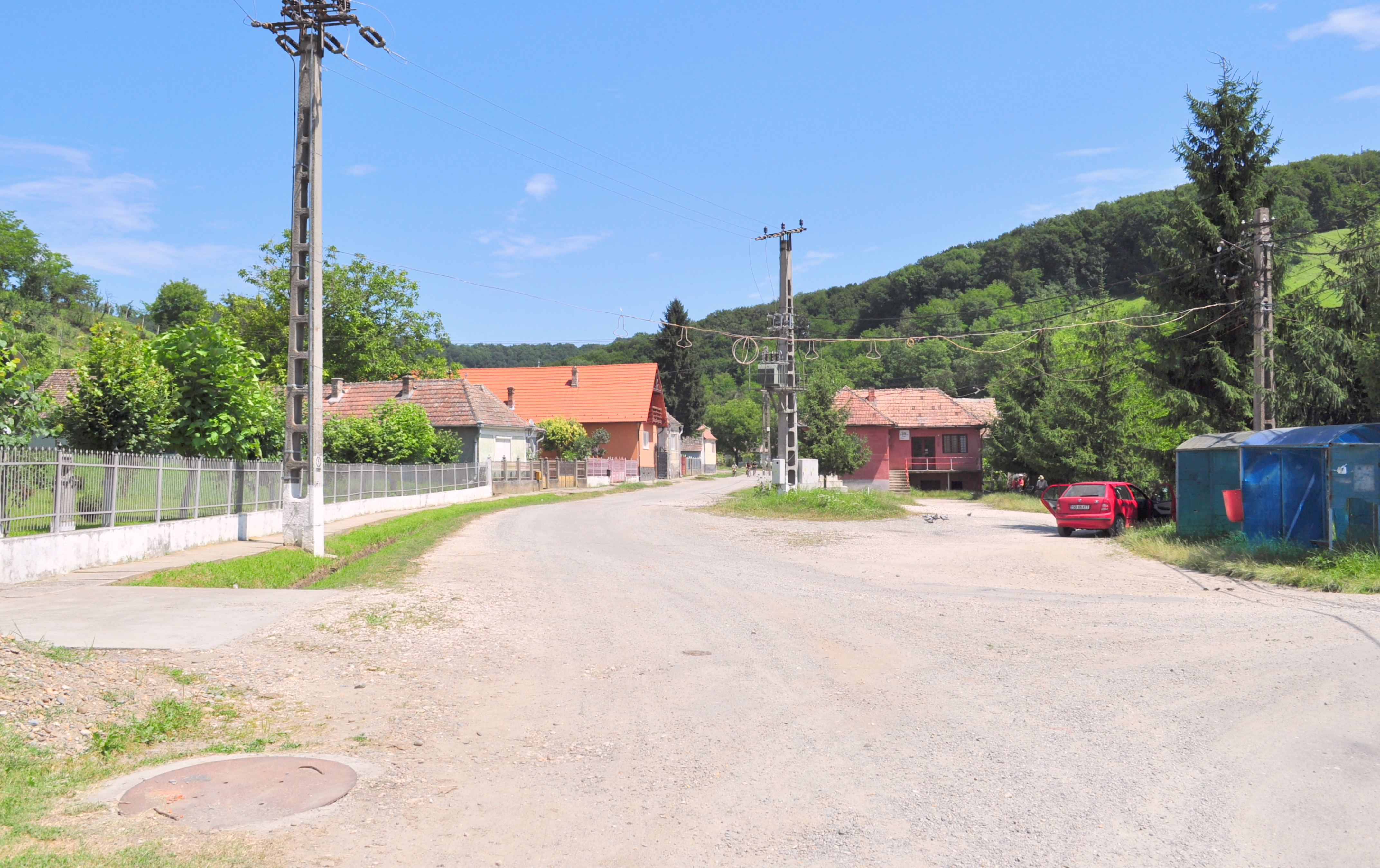
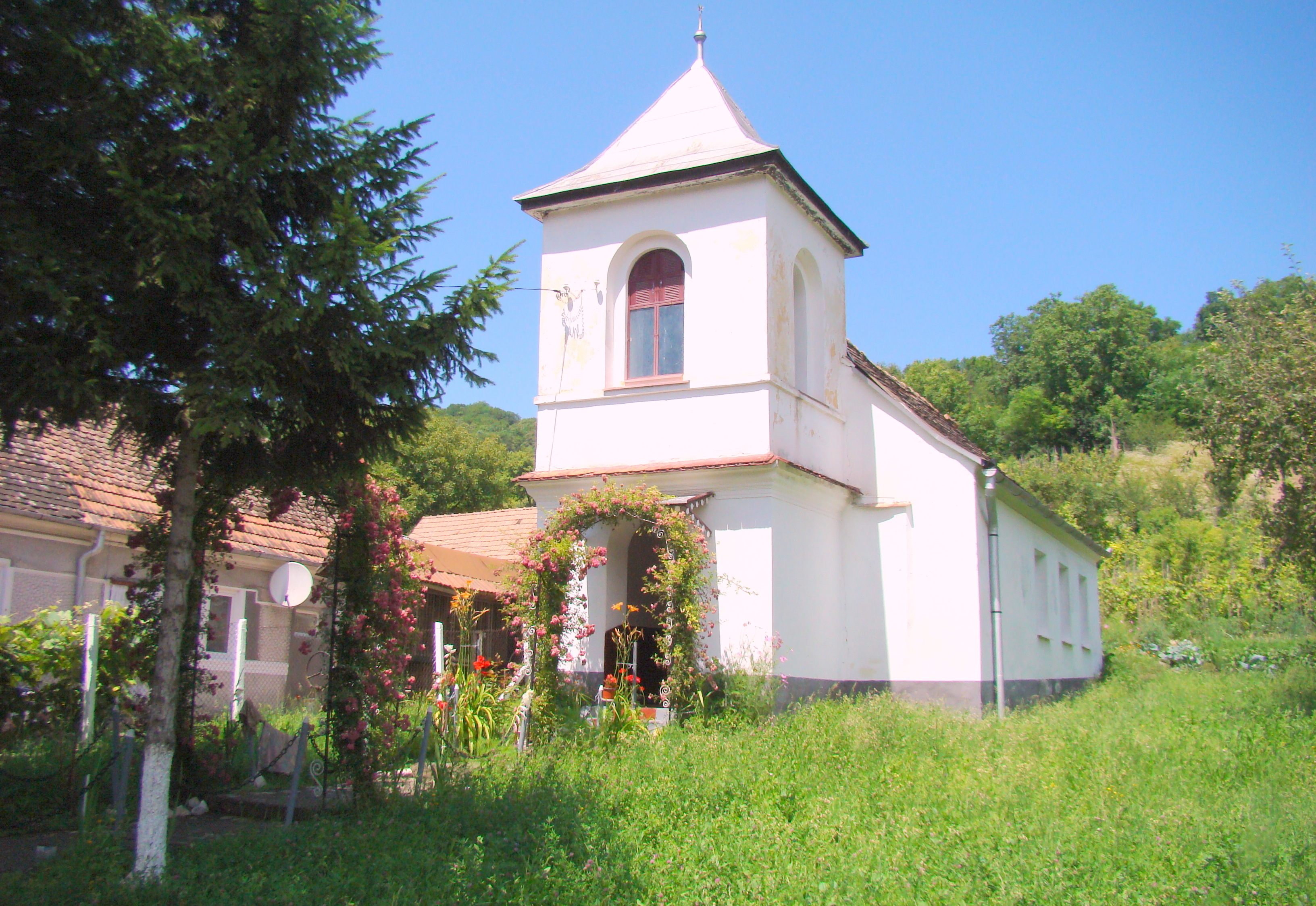
Biserica reformată (1867)
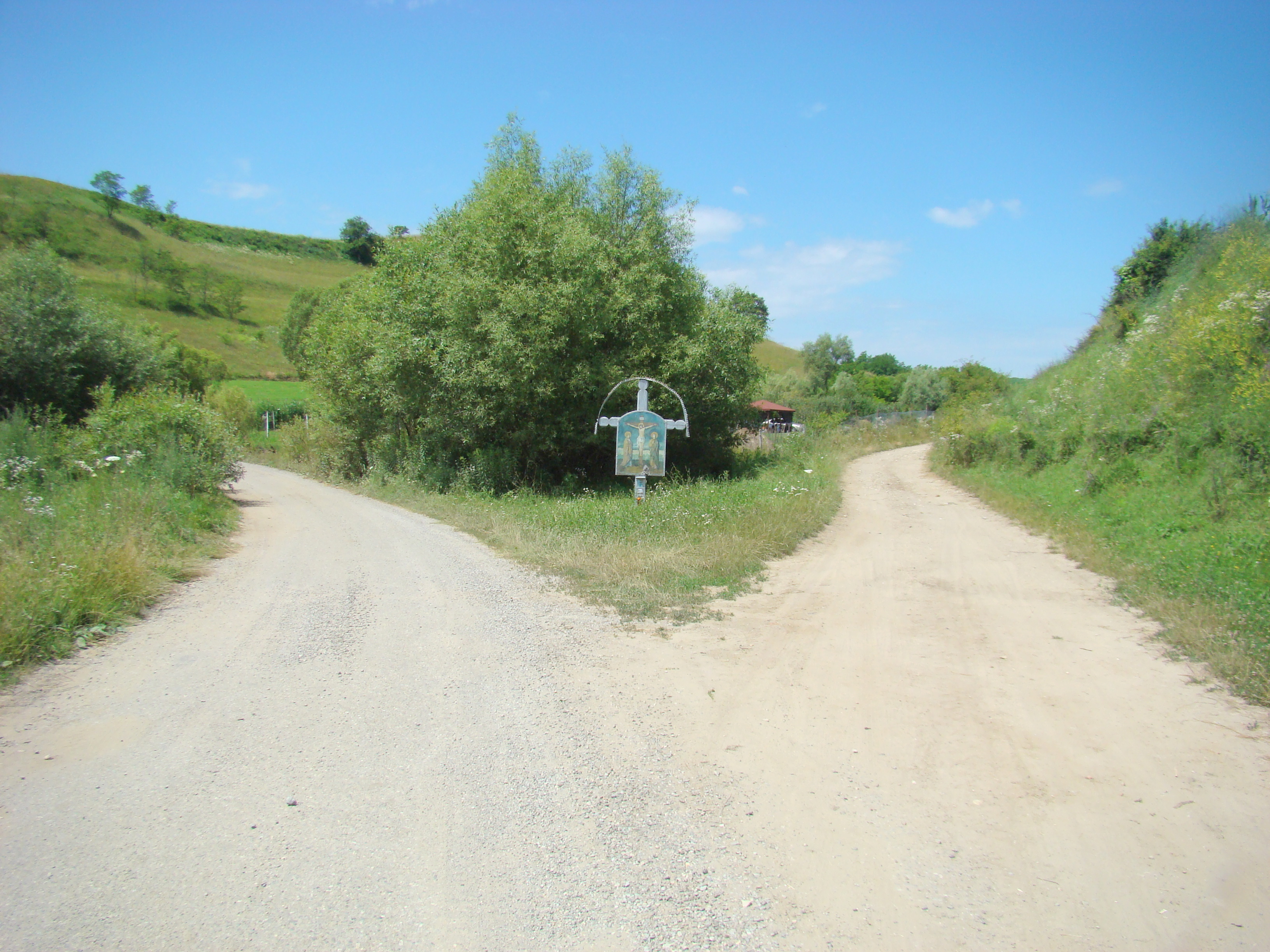
Drumul Păucea-Romanești, celălalt sat, mai izolat, al comunei Blăjel
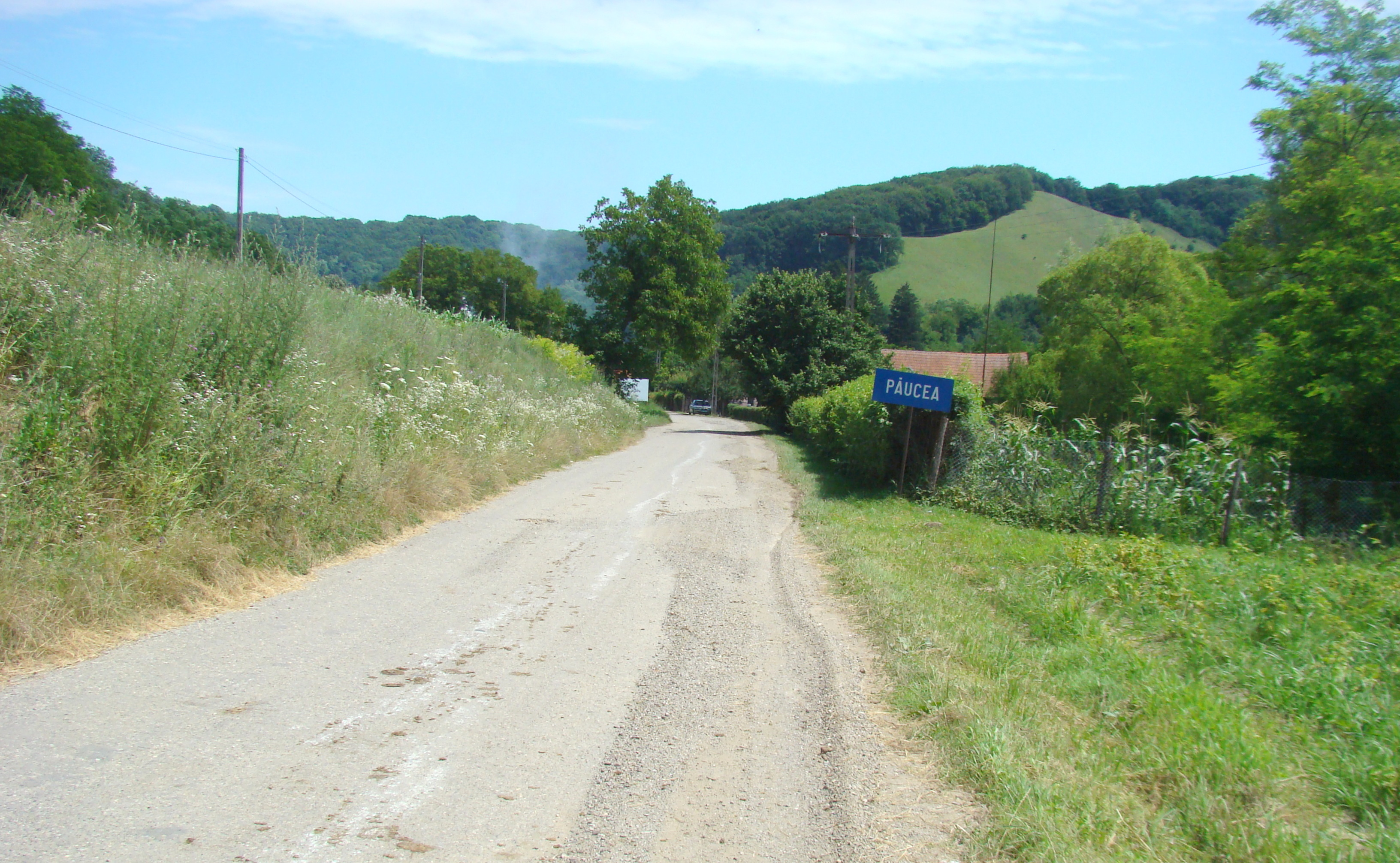
Intrarea în localitate dinspre Romanești